# 2013년 대한민국의 베스트셀러 목록
다음은 2013년 대한민국의 베스트셀러 목록이다. 

## 종합
1. 멈추면 비로소 보이는 것들
2. 꾸뻬씨의 행복여행
3. 색채가 없는 다자키 쓰쿠루와 그가 순례를 떠난 해(양장본 HardCover)
4. 정글만리 1(양장본 HardCover)
5. 나미야 잡화점의 기적(100만 부 기념 특별 한정판)(양장본 HardCover)
6. 김미경의 드림 온(Dream On)
7. 적을 만들지 않는 대화법
8. 습관의 힘
9. 해커스 토익 보카(인덱스포함)(증보판)
10. 나는 죽을 때까지 재미있게 살고싶다
11. 해커스 토익 Reading(전면개정판)(단어암기장, 실전모의고사 포함)
12. 나는 다만 조금 느릴 뿐이다
13. 인생수업
14. 1cm+(일 센티 플러스)
15. 달에게 들려주고 싶은 이야기(양장본 HardCover)
16. 천 번을 흔들려야 어른이 된다
17. 언니의 독설(흔들리는 30대를 위한)(2판)
18. 빅 픽처
19. 28
20. 어떻게 살 것인가
21. 해커스 토익 Listening(전면개정판)(단어암기장, CD1장포함)
22. 죽음이란 무엇인가
23. 지금 시작하는 인문학
24. 그래도 사랑하라
25. 해커스 토익 스타트 리딩(구토익)(개정판)
26. 인페르노 1
27. 제3인류 1(양장본 HardCover)
28. 여덟 단어
29. 총 균 쇠
30. 마법의 순간(파울로 코엘료의)(양장본 HardCover)
31. 하워드의 선물
32. 당신은 전략가입니까(양장본 HardCover)
33. 관찰의 힘
34. 아프니까 청춘이다
35. 딸에게 보내는 심리학 편지
36. 임신 출산 육아 대백과(개정판)
37. 살인자의 기억법
38. 나는 내일을 기다리지 않는다(인플루엔셜 대가의 지혜 시리즈)
39. 고구려. 5: 백성의 왕(양장본 HardCover)
40. 관점을 디자인하라
41. 창문 넘어 도망친 100세 노인
42. 바람이 분다 당신이 좋다
43. 이중섭 편지와 그림들(1916-1956)(개정판 2판)(양장본 HardCover)
44. 희망의 귀환
45. 365 매일 읽는 긍정의 한 줄(개정판)(양장본 HardCover)
46. 해커스 토익 스타트 리스닝(구토익)(개정판)(CD1장포함)
47. 어떻게 원하는 것을 얻는가
48. 원씽(The One Thing)(리커버 특별판)
49. 7년 후
50. 더 잡
51. 위대한 개츠비(세계문학전집 7)
52. 7년의 밤
53. 책은 도끼다
54. 문명의 배꼽 그리스(박경철 그리스 기행 1: 펠로폰네소스 편)
55. 스님의 주례사
56. 파이 이야기
57. HACKERS VOCABULARY(해커스 보캐블러리)
58. 서울 시(양장본 HardCover)
59. 내 편이 아니라도 적을 만들지 마라
60. 역사 e
61. 삐뽀삐뽀 119소아과(개정판 11판)(삐뽀삐뽀 시리즈 1)
62. 스마트한 선택들
63. 침묵의 미래(제37회 이상문학상 작품집 2013년)
64. 내 인생에 용기가 되어준 한마디
65. New English 900 Vol. 1
66. 그때 알았더라면 좋았을 것들
67. 나는 오늘도 나를 응원한다
68. 나의 문화유산답사기 일본편. 1: 규슈
69. 공부하는 힘
70. 위대한 개츠비(세계문학전집 75)
71. 미생: 아직 살아 있지 못한 자. 1: 착수
72. 왜 나는 너를 사랑하는가(개정판)(양장본 HardCover)
73. 나는 천국을 보았다
74. 나는 아직 어른이 되려면 멀었다
75. 마법천자문. 24: 구석구석 찾아라 찾을 방(손오공의 한자 대탐험)
76. 최고의 공부
77. 1일1식
78. 정의란 무엇인가
79. 심리학 나 좀 구해줘
80. 엄마 수업
81. 그리스인 조르바(열린책들 세계문학 21)(양장본 HardCover)
82. 내가 알고 있는걸 당신도 알게 된다면
83. 장사의 시대
84. 기획의 정석
85. 사람은 무엇으로 성장하는가
86. 스마트한 생각들
87. 상실의 시대(원제: 노르웨이의 숲)(3판)
88. 템테이션
89. 샐러드를 좋아하는 사자(양장본 HardCover)
90. 아기가 잘먹는 이유식은 따로 있다
91. 스물아홉 생일 1년 후 죽기로 결심했다
92. 원피스. 69: Sad
93. 노란집
94. 이기는 대화(양장본 HardCover)
95. 끌림(개정판 2판)
96. 엄마를 부탁해
97. 여성에게 드리는 100자의 행복(양장본 HardCover)
98. 소금(양장본 HardCover)
99. 내가 보고 싶었던 세계
100. 장사의 신

## 같이 보기
- 대한민국의 베스트셀러